# لایتنینگ (دی‌سی کامیکس)
لایتنینگ (به انگلیسی: Lightning) با نام اصلی جنیفر پیرس، یک شخصیت خیالی ابرقهرمان در کتاب‌های کامیک آمریکایی منتشر شده توسط دی‌سی کامیکس است. شخصیت لایتنینگ توسط نویسنده مارک وید و طراح الکس راس خلق شده‌است؛ که برای اولین بار در شمارهٔ ۱ از مینی‌سریال کینگ‌دام کام (۱۹۹۶) حضور پیدا کرد. این شخصیت یکبار دیگر و به‌طور رسمی در شمارهٔ ۱۲ از سومین جلد جامعه عدالت آمریکا (مارس ۲۰۰۸)، توسط نویسنده جف جانز و طراح دیل ایگلزهام معرفی شد.
او دومین فرزند شخصیت ابرقهرمان بلک لایتنینگ و هم‌نیا کوچکتر آنیسا پیرس (با نام مستعار تاندر) به‌شمار می‌رود. او که اجازهٔ استفاده از توانایی‌های خود را تا زمان فارغ‌التحصیلی نداشت، بعدها به یکی از اعضای تیم ابرقهرمانی جامعه عدالت آمریکا تبدیل گشت. او از قدرت‌هایی مشابه با پدرش شامل ایجاد و بکارگیری الکتریسیته و همچنین پرواز برخوردار است. با این حال با جلو رفتن داستان، پیرس هنوز طریقه کنترل کامل توانایی‌های خود را بدست نیاورده است.
چین آن مک‌کلین در مجموعه تلویزیونی بلک لایتنینگ (۲۰۱۸) وظیفه بازی در این نقش را بر عهده دارد.